# Congrés de la Haia de 1948
El Congrés de la Haia de 1948 (també conegut com el Congrés d'Europa) es va celebrar a la ciutat neerlandesa de La Haia entre el 7 i el 10 de maig de 1948 amb la participació de prop de 800 delegats arribats de tot el continent europeu. Com a conseqüència d'aquest congrés es va fundar l'actual Consell d'Europa de la Unió Europea.
Aquest congrés:
1. Reconeix que és un deure urgent de les nacions d'Europa, crear una unió econòmica i política per garantir la seguretat i el progrés social.
2. Declara que ha arribat l'hora per les nacions d'Europa de transferir algun dels seus drets sobirans.
3. Demana que sigui convocada amb tota urgència una Assemblea Europea
4. Considera que dita Unió o Federació ha d'estar oberta a totes les nacions europees que visquin sota un règim democràtic i que es comprometin a respectar una Carta dels Drets de l'Home.

## Resultats
El Congrés de la Haia va aprovar tres resolucions (política, cultural, i econòmica i social) que recollien una sèrie de propostes concretes que a la llarga s'anirien realitzant, com per exemple:
- Creació d'una Assemblea Europea elegida per sufragi universal
- Compartir sobirania i recursos per a la consecució d'una Europa unida
- Adopció d'una carta de drets fonamentals
- Creació d'un Tribunal Superior que implementi aquesta carta de drets fonamentals
- Encoratjament dels intercanvis entre joves d'Europa amb finançament per a estudiar i fer pràctiques
- Assoliment d'una unificació de les monedes en curs
- Creació d'una unió duanera sense aranzels entre estats membres
- Promoció d'un programa comú per al desenvolupament dels recursos agrícoles

## Àmbit espanyol, basc i català
Per la part catalana van participar-hi el Doctor Josep Trueta, exiliat al Regne Unit, i el Professor Josep Xirau, exiliat a França. Tot i que el Govern d'Euzkadi a l’exili era el més ben organitzat i reconegut diplomàticament, els bascos inicialment no van ser convidats al Congrés de la Haia, però amb la perseverança que els va caracteritzar, el lehendakari José Antonio Aguirre i la seva delegació van desplaçar-se a la Haia i van acabar essent registrats. La delegació espanyola la completaven Salvador de Madariaga (membre del secretariat de la Societat de Nacions i també molt actiu en els primers passos del projecte europeu) i Indalecio Prieto (exministre i en aquells moments president del PSOE a l’exili).
L’èxit del Congrés i l’eclosió d’un europeisme d’acció van portar als promotors de la iniciativa, el Comitè Internacional dels Moviments per la Unitat Europea a que es constituïssin com a Moviment Europeu l’octubre d’aquell mateix any, impulsant una Europa unida i federal.
Els polítics i intel·lectuals catalans i bascos a l’exili es van espavilar per constituir-se ràpidament com a interlocutors del Moviment Europeu internacional. Hi havia esperança en que l’onada democràtica arribés a Espanya. El Moviment Europeu internacional demanava que un hipotètic Consell espanyol havia d'incloure totes les tendències polítiques democràtiques. Així, Salvador de Madariaga es va posar en contacte amb José Antonio Aguirre per fer possible un òrgan interlocutor del Moviment europeu amb l'exili espanyol i, el gener de 1949, es reuniren els governs basc -Aguirre i José Maria Lasarte- i català -Josep Irla, Carles Pi i Sunyer, Josep Tarradellas i Ramon Nogués- per a crear un Consell Federal. El 7 de febrer de 1949 es van reunir la federació dels governs català i basc amb altres europeistes espanyols opositors als règim a la seu del Govern basc a l’exili a París per constituir el Consell Federal. El Consell català com a tal es formalitzà el juny del mateix any i Carles Pi i Sunyer en fou el primer president.

## Participants destacats
Entre els participants d'aquest congrés es poden trobar figures destacades en molts àmbits de la societat:
- Winston Churchill (Primer Ministre del Regne Unit, 1940 - 45/51 - 55)
- Anthony Eden (Primer Ministre del Regne Unit, 1955 - 57)
- Harold MacMillan (Primer Ministre del Regne Unit, 1957 - 63)
- Konrad Adenauer (Canceller d'Alemanya Occidental, 1949 - 63)
- Gustav Heinemann (President d'Alemanya, 1969 - 74)
- Paul Ramadier (Primer Ministre de França, 1947)
- Edouard Daladier (Primer Ministre de França, 1933/34/38 - 40)
- Paul Reynaud (Primer Ministre de França, 1940)
- François Mitterrand (President de França, 1981 - 95)
- Émile Borel (matemàtic)
- Paul Landowski (escultor)
- Robert Lemaignen (comissari europeu, 1958 - 1962)
- Alexandre Marc (filòsof)
- Jan Tinbergen (recipient del premi Nobel d'Economia, 1969)
- Paul van Zeeland (Primer Ministre de Bèlgica, 1935 - 37)
- Knud Kristensen (Primer Ministre de Dinamarca, 1945 - 47)
- Marcel Pilet-Golaz (President de Suïssa, 1934/40)
- Josep Trueta (metge i cirurgià català, membre del Consell Nacional Català,[6] exiliat a Londres)
- Josep Xirau (advocat català, fundador de la Unió Socialista de Catalunya, membre de l'UNESCO, exiliat a París)
- José Antonio Aguirre (lehendakari del Govern d'Euzkadi a l’exili a París, 1936 - 60)
- Indalecio Prieto (líder del PSOE, 1948 - 51)
- Salvador de Madariaga (membre del secretariat de la SdN, 1921 - 28)
- Walter Hallstein (President de la Comissió Europea, 1958 - 67)
- Altiero Spinelli (escriptor i comissari europeu, 1970 - 76)
- Paolo Giobbe (cardenal)
- Józef Retinger (cofundador del Moviment Europeu)